# Cantone di Montbéliard-Ovest
Il Cantone di Montbéliard-Ovest era una divisione amministrativa dell'arrondissement di Montbéliard.
A seguito della riforma approvata con decreto del 25 febbraio 2014, che ha avuto attuazione dopo le elezioni dipartimentali del 2015, è stato soppresso.

## Composizione
Comprendeva parte della città di Montbéliard e i comuni di:
- Aibre
- Allondans
- Bart
- Bavans
- Beutal
- Bretigney
- Désandans
- Dung
- Échenans
- Issans
- Laire
- Lougres
- Présentevillers
- Raynans
- Sainte-Marie
- Sainte-Suzanne
- Saint-Julien-lès-Montbéliard
- Semondans
- Le Vernoy